# 半田市立青山中学校
半田市立青山中学校（はんだしりつ あおやまちゅうがっこう）は、愛知県半田市にある市立中学校。

## 概要
1980年（昭和55年）4月に開校した公立中学校。通称は青中。
同じ市内にある児童福祉施設愛知県立ならわ学園の敷地内には半田市立青山中学校ならわ学園分校が設置されている。

## 沿革
- 1980年（昭和55年）4月 - 開校。
- 1981年（昭和56年）3月 - 校歌を制定。
- 1990年（平成2年） - 福祉協力校の指定を受ける。
- 1996年（平成4年）4月 - 半田市立青山中学校ならわ学園分校を開校。

## 教育目標
- 自主の精神、汗で学べ

## 部活動
- 運動系部活動
  - ソフトテニス部
  - サッカー部
  - 軟式野球部
  - バレーボール部
  - バスケットボール部
  - 柔道部
  - 剣道部
  - ハンドボール部
- 文化系部活動
  - 吹奏楽部
  - 科学部
  - 美術部

## 進学前小学校
- 半田市立板山小学校
- 半田市立花園小学校

## 周辺施設
- 半田市立花園幼稚園
- 青い鳥青山デイサービスセンター
- 青山記念武道館
- 青山公園

## 交通アクセス
- 名鉄河和線 青山駅から徒歩約15分。
- JR武豊線 東成岩駅から徒歩約25分。